# Amata persimilis
Amata persimilis là một loài bướm đêm thuộc phân họ Arctiinae, họ Erebidae.